# Despe e Siga
 (mars 2022).
Despe e Siga est un groupe de ska portugais. Il est formé comme une sorte d'alter-ego du groupe Peste & Sida, par les mêmes membres de ce groupe,,. L'un de leurs plus grands succès est Festa, sorti en 1994. Ils remportent le disque d'argent cinq mois après leur formation. En 1997, le groupe jouissait d'une grande popularité dans tout le pays.

## Histoire
Au début des années 1990, les membres de Peste & Sida, Luís Varatojo, João San-Payo, Fernando Raposo et Nuno Rafael, font leurs premières apparitions sous le nom de Despe e Siga. Le concept était de jouer des versions de groupes connus, tels que The Pogues ou Madness, et de les chanter en portugais. En 1992, João Cardoso (clavier) et Marco Franco (batterie) rejoignent le groupe, et un an plus tard, Sérgio Nascimento prend la relève.
Le premier album, Despe e Siga, sort dans les bacs en 1994, et comprend des versions que le groupe avait l'habitude de jouer dans les bars, comme Festa (une version de l'original des Pogues, Fiesta), Bué de Baldas (inspiré de Baggy Trousers de Madness) et Bule Bule (une reprise de Woolie Buly de l'époque de Peste & Sida). L'album comporte des participations de Gui de Xutos & Pontapés (saxophone) et de Sandra Baptista de Sitiados (accordéon). La participation à l'album Espanta Espíritos, a lieu l'année suivante, avec le morceau Família Virtual.
En 1996, João San-Payo sort et Ricardo Aires (basse) entre, et l'album Os Primos arrive dans les magasins. La chanson Tou bom bénéficie de l'aide de Sérgio Godinho. En 1998, Despe e Siga sont l'un des groupes invités à enregistrer l'album Ao Vivo na Antena 3, où ils enregistrent deux chansons dans l'auditorium de la RDP. En octobre 1997, jouissant d'une grande popularité nationale, ils sont produits à Funchal, à l'occasion de l'anniversaire du Club Sports Marítimo.
Le troisième album, 99.9, publié par Sony Music le 29 mars 1999, se compose entièrement de morceaux originaux. Il est produit par Mário Barreiros et rassemble des morceaux tels que Manual do Gelo, Rádio Ska et Lunamóvel. Le groupe a même réalisé une reprise de Radio Ska pour une publicité de Sumol.

## Discographie

### Albums studio
- 1994 : Despe e Siga (BMG)
- 1996 : Os Primos (BMG)
- 1997 : 99.9 (Sony Music)
- 2017 : Só As Melhores / 94-99

### Participations
- Espanta Espíritos - Família Virtual
- A Cantar Con Xabarín 3/4 - Astro da Bola
- Ao Vivo Na Antena 3 - TV Ska / Bué da Baldas
- XX Anos XX Bandas - Vida Malvada

## Vidéos
- Ao Vivo 95
- Os Primos